# Jan Rajmund Paśko
Jan Rajmund Paśko (ur. 1 stycznia 1943 w Krakowie) – polski dydaktyk chemii, chemik organik, fotograf, wychowawca młodzieży, profesor Uniwersytetu Pedagogicznego im. Komisji Edukacji Narodowej, Małopolskiej Wyższej Szkoły im. Józefa Dietla.

## Życiorys
W latach 1957–1961 uczęszczał do XIII Liceum Ogólnokształcącego w Krakowie.
W latach 1961–1966 studiował na kierunku Chemia na Wydziale Matematyki, Fizyki i Chemii Uniwersytetu Jagiellońskiego. Pracę magisterską pt. „Deuterowanie etoksybenzamidopirydyn i fenetydydów kwasów karboksypirydynowych i ich widma w podczerwieni” napisał pod kierunkiem doc. dr. hab. Juliana Mirka. Praca magisterska ukazała się jako artykuł naukowy w „Rocznikach Chemii”. W czasie studiów był instruktorem społecznym w pracowni chemii w Młodzieżowym Domu Kultury.
Po ukończeniu studiów podjął pracę w Katedrze Chemii Wyższej Szkoły Pedagogicznej w Krakowie. W 1977 r. uzyskał stopień doktora nauk chemicznych na Uniwersytecie Jagiellońskim na podstawie rozprawy pt. „Poszukiwanie nowych biologicznie czynnych połączeń z grupy anilidów kwasów 2-, 3- i 4-chinolinokarboksylowych”. Po uzyskaniu stopnia doktora jego zainteresowania naukowe skierowały się na badania w zakresie dydaktyki chemii.
W 1982 r. oprócz pracy na WSP podjął pracę jako nauczyciel chemii w Szkole Podstawowej nr 33.
W latach 1986–1999 był członkiem Międzywojewódzkiej Komisji Kwalifikacyjnej Stopni Specjalizacji zawodowej nauczycieli w Nowym Sączu, a w latach 1999-2000 jej przewodniczącym.
W latach 1989–1990 prowadził wykłady dla nauczycieli-metodyków w ramach kursokonferencji organizowanych przez Centrum Doskonalenia Nauczycieli w Warszawie.
W 1996 r. został upoważniony przez Ministra Edukacji Narodowej do wydawania opinii kwalifikujących podręczniki szkolne.
W 2003 r. habilitował się na Uniwersytecie im. Massaryka w Brnie w Czechach, temat pracy habilitacyjnej – „Pojmotvorný proces y význam definic v přirodnich vĕdách”. W tym samym roku uzyskał stopień nauczyciela dyplomowanego.
W 2004 r. został mianowany na stanowisko profesora nadzwyczajnego UP.
W 2004 r. zainicjował cykl konferencji o tematyce dotyczącej badań w zakresie dydaktyki chemii
W 2006 r. został kierownikiem Zakładu Dydaktyki Chemii wchodzącego w skład Instytutu Biologii. Od 2009 r. kieruje Zakładem Chemii i Dydaktyki Chemii (powstałym z połączenia Zakładu Chemii i Dydaktyki Chemii).

### Granty
W 1995 r. uzyskał grant na badania „Modernizacja programów nauczania chemii w szkole podstawowej i ogólnokształcącej”.
W latach 2001–2002 był kierownikiem grantu finansowanego przez KBN „Badanie możliwości wprowadzania pełnych definicji pojęć chemicznych występujących w programach nauczania „Przyroda” w klasach IV-VI szkoły”.
W 2006 r. kierował międzynarodowymi badaniami w ramach grantu wyszehradzkiego „Wpływ komputerowych modeli dynamicznych na rozumienie procesów zachodzących na poziomie mikroświata przez uczniów krajów Trójkąta Wyszehradzkiego.

### Koncepcje naukowe i poglądy
Będąc przez wiele lat egzaminatorem z chemii na egzaminach wstępnych na kierunek biologia oraz prowadząc zajęcia z chemii ogólnej i analitycznej na uniwersytecie doszedł do wniosku, że w wielu przypadkach niezadowalający wynik egzaminu wstępnego oraz słabe wyniki osiąganie przez studentów pierwszego roku biologii są spowodowane błędami w procesie edukacji chemicznej na niższych stopniach edukacji.
Powstała wtedy idea, że przyczyna tkwi w pomijaniu wpływu transferu ujemnego w czasie nauczania chemii.
Aby zweryfikować tę hipotezę prowadził badania w szkole podstawowej. Badania potwierdziły negatywny wpływ transferu ujemnego na edukację chemiczną. Wyniki badań legły u podstaw modernizacji programów nauczania chemii w szkole podstawowej.
W 1990 r. uzyskał zgodę MEN na realizację w szkole własnego programu nauczania.
Prowadził dalsze badania nad eksperymentalnym programem, który w 1993 r. został dopuszczony do użytku w wybranych szkołach jako autorski program nauczania chemii.
W wyniku badań i modernizacji programu nauczania w 1999 r. został opracowany i zatwierdzony przez ministerstwo nowatorski program nauczania chemii w gimnazjum.
Jedną z najistotniejszych cech tego programu jest holistyczne podejście do nauczania chemii, efektem czego między innymi jest rozpatrywanie wspólnie kwasów organicznych i nieorganicznych, jak też i soli. Drugą innowacją jest oparcie budowy atomu o propedeutyczny model kwantowy, natomiast trzecią – zastąpienie teorii kwasów i zasad Arrheniusa przez teorię Brönsteda i Lowry’ego.
Do zatwierdzonego programu został napisany i wydany po akceptacji ministerstwa podręcznik do chemii w gimnazjum. Do podręcznika opracował wraz z zespołem towarzyszące materiały dla ucznia i nauczyciela. Kontynuacją tej koncepcji nauczania jest zatwierdzony przez ministerstwo podręcznik do nauczania chemii napisany wspólnie z dr Małgorzatą Nodzyńską.

### Działalność
W czasie długoletniej pracy pełnił wiele funkcji. Był między innymi opiekunem lat, pełnomocnika dziekana ds. studenckich, rektora ds. kultury studenckiej, członkiem wielu komisji rektorskich i senackich oraz wieloletnim członkiem Rady Wydziału Mat-Fiz-Tech. Przez wiele lat był członkiem sekcji dydaktycznej chemia przy Centralnym Ośrodku Metodycznym Studiów Nauczycielskich. Obecnie jest członkiem Senatu Uniwersytetu Pedagogicznego.
Od lat walczył o to, by kształcić nauczycieli przedmiotowych w ramach studiów nauczycielskich, a nie w ramach kursów 'przystosowywania' do wykonywania zawodu nauczyciela. Jego działania zmierzały do podniesienia rangi nie tylko dydaktyki chemii, ale wszystkich dydaktyk przedmiotowych.
Współpracował z ośrodkami naukowymi w Czechach i na Słowacji.
Napisał ponad 300 artykułów, kilka skryptów dla studentów. W jego dorobku znajduje się 20 książek i podręczników szkolnych o tematyce chemicznej. Jest redaktorem ponad 10 monografii. Recenzował książki, podręczniki szkolne, uczestniczył czynnie w ponad 80 konferencjach naukowych krajowych i zagranicznych.
Profesor wprowadził pojęcie transferu ujemnego do dydaktyki chemii, a obecnie jego działalność naukowa skupia się na badaniach dotyczących wyobrażeń o mikroświecie u uczniów w szkole podstawowej i gimnazjum z wykorzystaniem technik komputerowych. Drugim nurtem jest tworzenie interaktywnych programów nauczających.
Prywatnie zajmuje się ogrodem, starymi podręcznikami do nauk przyrodniczych i starymi aparatami fotograficznymi.

### Odznaczenia
W roku 1998 został odznaczony Medalem Komisji Edukacji Narodowej.
W 1987 r. otrzymał Nagrodę Ministra Nauki i Szkolnictwa Wyższego oraz został odznaczony Złotym Krzyżem Zasługi.